# Mid Suffolk
Il Mid Suffolk è un distretto del Suffolk, Inghilterra, Regno Unito, con sede a Needham Market.
Il distretto fu creato con il Local Government Act 1972, il 1º aprile 1974 dalla fusione del municipal borough di Eye con il distretto urbano di Stowmarket, col distretto rurale di Gipping, il distretto rurale di Hartismere ed il distretto rurale di Thedwastre.

## Parrocchie civili
- Akenham
- Ashbocking
- Ashfield cum Thorpe
- Aspall
- Athelington
- Bacton
- Badley
- Badwell Ash
- Barham
- Barking
- Battisford
- Baylham
- Bedfield
- Bedingfield
- Beyton
- Botesdale
- Braiseworth
- Bramford
- Brome e Oakley
- Brundish
- Burgate
- Buxhall
- Claydon
- Coddenham
- Combs
- Cotton
- Creeting St. Mary
- Creeting St. Peter or West Creeting
- Crowfield
- Debenham
- Denham
- Drinkstone
- Elmswell
- Eye
- Felsham
- Finningham
- Flowton
- Framsden
- Fressingfield
- Gedding
- Gipping
- Gislingham
- Gosbeck
- Great Ashfield
- Great Blakenham
- Great Bricett
- Great Finborough
- Harleston
- Haughley
- Helmingham
- Hemingstone
- Henley
- Hessett
- Hinderclay
- Horham
- Hoxne
- Hunston
- Kenton
- Langham
- Laxfield
- Little Blakenham
- Little Finborough
- Mellis
- Mendham
- Mendlesham
- Metfield
- Mickfield
- Monk Soham
- Needham Market
- Nettlestead
- Norton
- Occold
- Offton
- Old Newton with Dagworth
- Onehouse
- Palgrave
- Pettaugh
- Rattlesden
- Redgrave
- Redlingfield
- Rickinghall Inferior
- Rickinghall Superior
- Ringshall
- Rishangles
- Shelland
- Somersham
- Southolt
- Stoke Ash
- Stonham Aspal
- Stonham Earl
- Stonham Parva
- Stowlangtoft
- Stowmarket
- Stowupland
- Stradbroke
- Stuston
- Syleham
- Tannington
- Thorndon
- Thornham Magna
- Thornham Parva
- Thrandeston
- Thurston
- Thwaite
- Tostock
- Walsham-le-Willows
- Wattisfield
- Westhorpe
- Wetherden
- Wetheringsett-cum-Brockford
- Weybread
- Whitton
- Wickham Skeith
- Wilby
- Willisham
- Wingfield
- Winston
- Woolpit
- Worlingworth
- Wortham
- Wyverstone
- Yaxley